# Хрістос Терцанідіс
Хрістос Терцанідіс (грец. Χρήστος Tερζανίδης, нар. 13 лютого 1945) — грецький футболіст, що грав на позиції півзахисника, зокрема за ПАОК, «Панатінаїкос», а також національну збірну Греції.
По завершенні ігрової кар'єри — тренер.

## Клубна кар'єра
У дорослому футболі дебютував 1970 року виступами за команду ПАОК, в якій провів сім сезонів, взявши участь у 236 матчах чемпіонату.  Більшість часу, проведеного у складі ПАОКа, був основним гравцем команди. За цей час виборов титул чемпіона Греції, двічі ставав володарем Кубка Греції.
1977 року перебрався до «Панатінаїкоса». Відіграв за клуб з Афін наступні чотири сезони своєї ігрової кар'єри. Граючи у складі «Панатінаїкоса» також здебільшого виходив на поле в основному складі команди.
Завершував ігрову кар'єру в «Македонікосі», за який виступав протягом 1981—1984 років.

## Виступи за збірну
1973 року дебютував в офіційних матчах у складі національної збірної Греції.
У складі збірної був учасником першого в її історії великого міжнародного турніру — чемпіонату Європи 1980 року в Італії, де виходив на поле у двох із трьох ігор групового етапу, який грецька команда подолати не змогла.
Загалом протягом кар'єри в національній команді, яка тривала 8 років, провів у її формі 27 матчів, забивши один гол.

## Кар'єра тренера
Протягом 1990–1991 років тренував ПАОК.

## Титули і досягнення
- Чемпіон Греції (1):

ПАОК: 1975-1976
- Володар Кубка Греції (2):

ПАОК: 1971-1972, 1973-1974